# Děkanát Kroměříž
Děkanát Kroměříž je územní část olomoucké arcidiecéze. Tvoří ho 28 farností. Děkanem je J. M. can. Josef Lambor (dříve Josef Říha), místoděkanem byl do června 2019 R. D. Radomír Němeček, poté ho od července tohoto roku vystřídal R. D. Mgr. Bohumil Kundl. V děkanátu působí 13 diecézních a 4 řeholní kněží.

## Farnosti děkanátu
| Farnost                | Správce                                        | Farní kostel                                       |
| ---------------------- | ---------------------------------------------- | -------------------------------------------------- |
| Břest                  | administrátor excurendo Kroměříž - svatý Mořic | svatého Jakuba Většího                             |
| Cetechovice            | administrátor excurendo Koryčany               | Kostel Navštívení Panny Marie                      |
| Hoštice u Zdounek      | administrátor excurrendo Zdounky               | svatého Jiljí                                      |
| Hradisko u Kroměříže   | administrátor excurendo Kroměříž - svatý Mořic | Všech svatých                                      |
| Hulín                  | R. D. Mgr. Josef Rosenberg                     | svatého Václava                                    |
| Chropyně               | administrátor excurendo Kroměříž - svatý Mořic | svatého Jiljí                                      |
| Chvalnov               | administrátor excurendo Koryčany               | sv. Jakuba Většího                                 |
| Koryčany               | R. D. Mgr. Václav Škvařil                      | svatého Vavřince                                   |
| Kroměříž - Panna Maria | administrátor excurendo Kroměříž - svatý Mořic | Nanebevzetí Panny Marie                            |
| Kroměříž - svatý Mořic | R. D. Mgr. Pavel Hofírek                       | svatého Mořice                                     |
| Kvasice                | R. D. Pavel Vágner                             | Nanebevzetí Panny Marie a svatého Jana Nepomuckého |
| Kyselovice             | administrátor excurendo Kroměříž - svatý Mořic | svatých Andělů strážných                           |
| Litenčice              | administrátor excurrendo Zdounky               | svatého Petra a Pavla                              |
| Morkovice              | R. D. Mgr. Jan Plodr                           | svatého Jana Křtitele                              |
| Pačlavice              | administrátor excurrendo Morkovice             | svatého Martina                                    |
| Počenice               | administrátor excurrendo Morkovice             | svatého Bartoloměje                                |
| Prasklice              | administrátor excurrendo Morkovice             | svaté Anny                                         |
| Pravčice               | administrátor excurrendo Hulín                 | svatého Floriána                                   |
| Rataje                 | R. D. ICLic. Mgr. Jan Kulíšek                  | svatého Petra a Pavla                              |
| Roštín                 | administrátor excurrendo Zdounky               | svaté Anny                                         |
| Střílky                | administrátor excurendo Koryčany               | Nanebevzetí Panny Marie                            |
| Těšnovice              | administrátor excurrendo Kvasice               | svatého Petra a Pavla                              |
| Záhlinice              | administrátor excurrendo Hulín                 | Nanebevzetí Panny Marie                            |
| Zborovice              | administrátor excurrendo Rataje                | svatého Bartoloměje                                |
| Zdounky                | R. D. Mgr. Martin Vévoda                       | Nejsvětější Trojice                                |
| Zlámanka               | administrátor excurrendo Kvasice               | svatého Jiří                                       |
| Zlobice                | administrátor excurrendo Rataje                | svatého Cyrila a Metoděje                          |
| Žalkovice              | administrátor excurrendo Hulín                 | svatého Mikuláše                                   |

Podle stránek arcidiecéze 